# Antargangi (Big), Lingsugur
Antargangi (Big) là một làng thuộc tehsil Lingsugur, huyện Raichur, bang Karnataka, Ấn Độ.